# Ecuadoraans voetbalelftal in 1994
Het Ecuadoraans voetbalelftal speelde in totaal vier interlands in het jaar 1994, waaronder twee vriendschappelijke wedstrijden tegen buurland Peru. Op de in 1993 geïntroduceerde FIFA-wereldranglijst zakte Ecuador in 1994 van de 48ste (januari 1994) naar de 55ste plaats (december 1994). de ploeg stond onder leiding van interim-coaches Carlos Torres Garcés (twee duels) en Carlos Ron (twee duels).

## Balans
| Wedstrijden | Wedstrijden | Wedstrijden | Wedstrijden | Doelpunten | Doelpunten | Doelpunten | Punten |
| Gespeeld    | Winst       | Gelijk      | Verlies     | Voor       | Tegen      | Saldo      | Punten |
| ----------- | ----------- | ----------- | ----------- | ---------- | ---------- | ---------- | ------ |
| 4           | 2           | 1           | 1           | 3          | 3          | 0          | 1.250  |

## Interlands
|                                                   |                   |       |            |                                                                                         |
| 25 mei Vriendschappelijk № 215 «onderlinge duels» | Ecuador           | 1 – 0 | Argentinië | Estadio Monumental, Guayaquil Toeschouwers: 35.000 Scheidsrechter: Jorge Orellana (ECU) |
| 25 mei Vriendschappelijk № 215 «onderlinge duels» | Byron Tenorio 72' |       |            | Estadio Monumental, Guayaquil Toeschouwers: 35.000 Scheidsrechter: Jorge Orellana (ECU) |

|                                                   |                                |       |                          |                                                                                        |
| 5 juni Vriendschappelijk № 216 «onderlinge duels» | Ecuador                        | 2 – 1 | Zuid-Korea               | Wakefield High School, Boston Toeschouwers: 3.000 Scheidsrechter: Edwin Resendes (USA) |
| 5 juni Vriendschappelijk № 216 «onderlinge duels» | Carlos Vernaza 34' Ivo Ron 77' |       | 60' (pen.) Hong Myung-Bo | Wakefield High School, Boston Toeschouwers: 3.000 Scheidsrechter: Edwin Resendes (USA) |

|                                                        |                                       |       |         |                                                                                        |
| 17 augustus Vriendschappelijk № 217 «onderlinge duels» | Peru                                  | 2 – 0 | Ecuador | Estadio Nacional, Lima Toeschouwers: 12.000 Scheidsrechter: Luis Ángel Seminario (PER) |
| 17 augustus Vriendschappelijk № 217 «onderlinge duels» | Roberto Palacios 31' Waldir Sáenz 67' |       |         | Estadio Nacional, Lima Toeschouwers: 12.000 Scheidsrechter: Luis Ángel Seminario (PER) |

|                                                         |         |       |      |                                                                                        |
| 21 september Vriendschappelijk № 218 «onderlinge duels» | Ecuador | 0 – 0 | Peru | Estadio 9 de Mayo, Machala Toeschouwers: onbekend Scheidsrechter: Jorge Orellana (ECU) |
| 21 september Vriendschappelijk № 218 «onderlinge duels» |         |       |      | Estadio 9 de Mayo, Machala Toeschouwers: onbekend Scheidsrechter: Jorge Orellana (ECU) |

## FIFA-wereldranglijst
| JAN | FEB | MAR | APR | MEI | JUN | JUL | AUG | SEP | OKT | NOV | DEC |
| --- | --- | --- | --- | --- | --- | --- | --- | --- | --- | --- | --- |
| 48  | 48  | 46  | 45  | 47  | 39  | 46  | 46  | 53  | 57  | 57  | 55  |

## Statistieken
| Jacinto Espinoza   | 1969-11-24 | Club Sport Emelec          | 3 | 0 | 0 | 23 | 0 |
| José Cevallos      | 1971-04-17 | Barcelona Sporting Club    | 1 | 0 | 0 | 1  | 0 |
| Verdediging        |            |                            |   |   |   |    |   |
| Byron Tenorio      | 1966-06-14 | Barcelona Sporting Club    | 4 | 0 | 1 |    |   |
| Luis Capurro       | 1961-05-01 | Club Sport Emelec          | 4 | 0 | 0 | 65 | 0 |
| Dannes Coronel     | 1973-05-24 | Club Sport Emelec          | 4 | 0 | 0 |    |   |
| Alberto Montaño    | 1970-03-23 | Barcelona Sporting Club    | 3 | 0 | 0 | 4  | 0 |
| Máximo Tenorio     | 1969-09-30 | Club Sport Emelec          | 2 | 0 | 0 | 11 | 0 |
| Wilson Carabalí    | 1972-08-11 | Barcelona Sporting Club    | 1 | 2 | 0 | 3  | 0 |
| Iván Hurtado       | 1974-08-16 | Club Sport Emelec          | 1 | 0 | 0 | 19 | 1 |
| Raúl Noriega       | 1970-01-04 | Barcelona Sporting Club    | 1 | 0 | 0 | 21 | 2 |
| Middenveld         |            |                            |   |   |   |    |   |
| Kléber Fajardo     | 1965-01-04 | Club Sport Emelec          | 3 | 1 | 0 | 36 | 0 |
| Ivo Ron            | 1967-01-16 | Club Sport Emelec          | 3 | 0 | 1 |    |   |
| Héctor Carabalí    | 1972-02-15 | Barcelona Sporting Club    | 3 | 0 | 0 |    |   |
| Cléber Chalá       | 1971-06-29 | Club Deportivo El Nacional | 2 | 0 | 0 | 19 | 1 |
| Juan Carlos Garay  | 1968-09-15 | Club Deportivo El Nacional | 2 | 0 | 0 | 14 | 1 |
| Jimmy Achille      | 1968-07-30 | Club Deportivo Espoli      | 1 | 0 | 0 | 1  | 0 |
| José Gavica        | 1969-01-08 | Barcelona Sporting Club    | 0 | 2 | 0 | 15 | 1 |
| Nixon Carcelén     | 1969-09-27 | Sociedad Deportivo Quito   | 0 | 1 | 0 |    |   |
| Fabián Cubero      | 1971-04-29 | Sociedad Deportivo Quito   | 0 | 1 | 0 | 1  | 0 |
| Wellington Sánchez | 1974-06-19 | Club Deportivo El Nacional | 0 | 1 | 0 | 1  | 0 |
| Aanval             |            |                            |   |   |   |    |   |
| Eduardo Hurtado    | 1969-12-02 | Club Sport Emelec          | 2 | 0 | 0 |    |   |
| Carlos Vernaza     | 1968-08-06 | Club Deportivo El Nacional | 1 | 1 | 1 | 2  | 1 |
| Agustín Delgado    | 1974-12-23 | Barcelona Sporting Club    | 1 | 0 | 0 | 1  | 0 |
| Ángel Fernández    | 1971-08-02 | Club Sport Emelec          | 1 | 0 | 0 | 23 | 5 |
| Manuel Uquillas    | 1968-11-19 | Club Deportivo Espoli      | 1 | 0 | 0 | 5  | 0 |
| Luis Chérrez       | 1968-01-19 | Sociedad Deportivo Quito   | 0 | 1 | 0 | 3  | 0 |
| Edison Maldonado   | 1972-06-07 | Sociedad Deportiva Aucas   | 0 | 1 | 0 | 1  | 0 |

FEF · A-internationals · Bondscoaches · Selecties · Statistieken · Ecuadoraans vrouwenelftal · Olympisch elftal · Ecuador U21 · Ecuador U20 · Ecuador U18 · Ecuador U17
1938 – 1949 ·
1950 – 1959 ·
1960 – 1969 ·
1970 – 1979 ·
1980 – 1989 ·
1990 – 1999 ·
2000 – 2009 ·
2010 – 2019 ·
2020 − 2029
WK 2002 · 
WK 2006 · 
WK 2014
1938 · 
1939 · 
1940 · 
1941 · 
1942 · 
1943 · 1944 · 
1945 · 
1946 · 
1947 · 
1948 · 
1949 · 
1950 · 1951 · 1952 · 
1953 · 
1954 · 
1955 · 
1956 · 
1957 · 
1958 · 
1959 · 
1960 · 
1961 · 1962 · 
1963 · 
1964 · 
1965 · 
1966 · 
1967 · 1968 · 
1969 · 
1970 · 
1971 · 
1972 · 
1973 · 
1974 · 
1975 · 
1976 · 
1977 · 
1978 · 
1979 · 
1980 · 
1981 · 
1982 · 
1983 · 
1984 · 
1985 · 
1986 · 
1987 · 
1988 · 
1989 · 
1990 · 
1991 · 
1992 · 
1993 · 
1994 · 
1995 · 
1996 · 
1997 · 
1998 · 
1999 · 
2000 · 
2001 · 
2002 · 
2003 · 
2004 · 
2005 · 
2006 · 
2007 · 
2008 · 
2009 · 
2010 · 
2011 · 
2012 · 
2013 · 
2014 · 
2015 · 
2016 · 
2017 ·
2018 ·
2019 ·
2020 ·
2021 ·
2022
Argentinië ·
Armenië ·
Australië ·
Bolivia · 
Brazilië ·
Bulgarije ·
Canada ·
Chili ·
Colombia ·
Costa Rica ·
Cuba ·
Denemarken ·
DDR ·
Duitsland ·
El Salvador ·
Engeland ·
Estland ·
Finland ·
Frankrijk ·
Griekenland ·
Guatemala ·
Haïti ·
Honduras ·
Ierland ·
Irak ·
Iran ·
Italië ·
Jamaica ·
Japan ·
Joegoslavië ·
Jordanië ·
Kaapverdië ·
Koeweit ·
Kroatië · 
Libanon ·
Mexico ·
Nederland ·
Nigeria ·
Noord-Macedonië ·
Oeganda ·
Oman ·
Panama ·
Paraguay ·
Peru ·
Polen ·
Portugal ·
Qatar ·
Roemenië ·
Saoedi-Arabië ·
Schotland ·
Senegal ·
Spanje ·
Trinidad en Tobago ·
Turkije · 
Uruguay ·
Venezuela ·
Verenigde Staten ·
Wit-Rusland ·
Zambia ·
Zuid-Afrika ·
Zuid-Korea ·
Zweden ·
Zwitserland
Costa Rica (2006) · 
Duitsland (2006) · 
Engeland (2006) · 
Frankrijk (2014) · 
Honduras (2014) · 
Nederland (2022) · 
Polen (2006) · 
Qatar (2022) · 
Zwitserland (2014)